# 小行星7588
小行星7588（英語：7588）是一颗围绕太阳公转的小行星。1992年3月24日，罗伯特·H·麦克诺特在赛丁泉山发现了此天体。
这颗小行星的绝对星等为259.4648320815479等。